# Garganta de Ajtsú
La garganta o de Ajtsú o desfiladero de Ajtsú (del ruso: Ахцу́) es una garganta en el río Mzymta (Cáucaso Occidental), situada entre Kepsha, al sur de la cual desemboca en el anterior el río Ajtsú, y Monastyr, en el distrito de Ádler de la unidad municipal de la ciudad-balneario de Sochi del krai de Krasnodar, en Rusia.

## Etimología
Hay varias versiones del origen del nombre. Podría provenir del abjasio: Аахыц, "cuesta del sur", Ахуаца, "lugar montañoso". Existen tradicionalmente suposiciones que hacen significar al nombre Ajtsú "diente, "colmillo". Otra versión lo hace derivar del abaza, en el que significaría "lugar en el que ha caído un rayo". 

## Historia
La ascensión del terreno de roca caliza de la cordillera Ajtsú comenzó hace 20 millones de años y aún continúa. En su avance, la cordillera ha ido cerrando el paso al río Mzymta, dando lugar a la creación del desfiladero.

## Características
El movimiento de la roca creó un desfiladero de 3 km de longitud y tiene una profundidad máxima de 800 m La anchura en el fondo es de 20-30 m. Es una de los desfiladeros más profundos del Cáucaso.

## Flora
Toda la superficie del desfiladero está cubierta de un rico manto vegetal compuesto de bosques de cupulíferos y pino albar. La alta humedad registrada en la zona propicia la espesura de los bosques.

## Fauna
El curso del río Mzymta a su paso por el desfiladero es un punto de desove del salmón del mar Negro, que alcanza los 110 cm de longitud y más de 25 kg de peso. Desova a mediados de octubre, abundando en el río entre marzo y mayo. La hembra prepara en los cantos del río un nido. Al desovar, el salmón del mar Negro, a diferencia de otras especies de salmón, no muerte, regresando algunos años más al río a desovar. Tras salir de los huevos los salmones jóvenes buscarán el camino del mar a los dos años.